# 多田英之
多田英之（ただひでゆき、1924年（大正13年）5月6日 - 2021年（令和3年）9月21日）は、日本の建築構造学者。大阪府出身。専門は建築構造で耐震構造・免震構造・鋼管構造など。免震の生みの親。工学博士、一級建築士、技術士。1983年に建設大臣の特別認可を取得し、国内免震建築第一号積層ゴムを用いた免震建物評定を八千代台住宅に誕生させる。平成元年には日本建築学会免震構造小委員会主査として｢免震構造設計指針｣をまとめ、2001年に東京都杉並区に28階建て日本初の超高層免震マンションを実現する。積層ゴムアイソレータの実物大実験など耐震実験を多く行い、免震という概念を確立。

## 経歴
1942年、大阪市立都島工業学校建築科卒業。1944年、第八高等学校入学。1947年、東京大学工学部建築学科に進学し、1950年卒業。
1951年、株式会社日建設計に入社　業務室長、設計部長、技師長を歴任。
1963年、鋼管構造による「神戸ポートタワー」設計から完成まで担当し、同年度の日本建築学会作品賞、及び照明学会照明普及会賞を受賞。日建設計では他に「神戸銀行東京支店」「新居浜火力発電所」「PL平和祈念塔」などを担当。
1976年、福岡大学工学部建築学科教授就任。1978年ごろから免震構造に関する調査・研究開始。
1995年、定年退職。（株）日本免震研究センター（SIRC）設立。

## 著書
「免震　－地震への絶縁状－」『免震構造設計マニュアル』「免震の真実　－耐震神話の再構築へ－」「4秒免震への道」 【監修】『建築の設計と責任―なぜ今も地震で建物が壊れるのか』（岩波書店、2002年）など。

## 受賞
1988年、昭和62年度・日本建築学会賞を受賞（山口昭一と）「免震構造設計法の開発に関する研究」
2005年、「耐震構造、特に免震構造の研究開発とその発展に対する功績」で日本建築学会賞大賞。